# Jakob Krause
Jakob Krause (* 1531/1532 in Zwickau; † 9. Juli 1586 in Dresden), andere Schreibweisen Krauße, Krauss und Kreuss, war ein deutscher Buchbinder der Renaissance.

## Leben

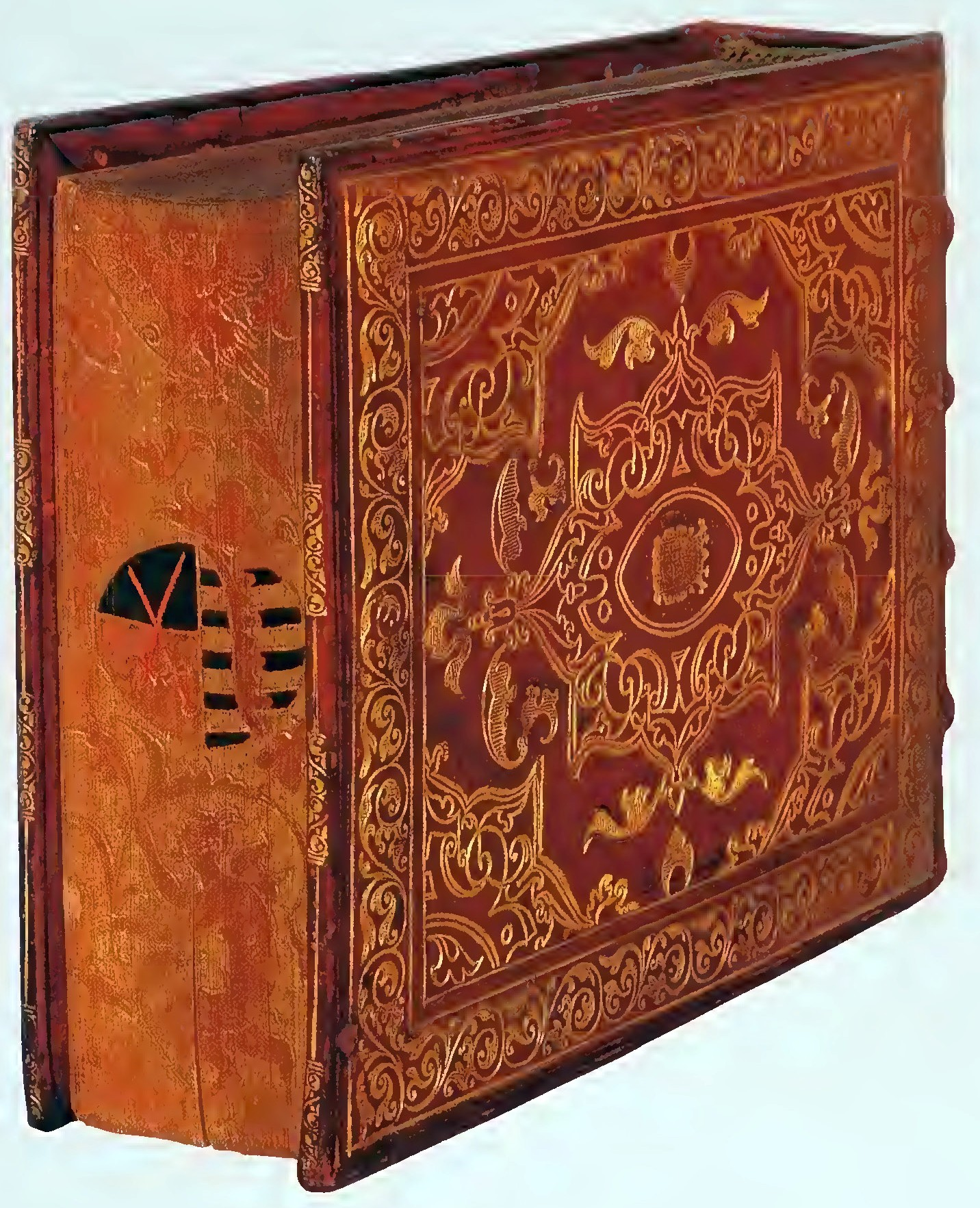
Meisterhaft gebundenes Buch „Division Tables“ von Jakob Krause, ca. 1570

Krause besuchte die von Petrus Plateanus geleitete Lateinschule und begann eine Buchbinderlehre bei Christoph Behem. In seinen Wanderjahren 1549/50 arbeitete er unter anderem bei Lazarus Bernhart in Annaberg, ferner werden Aufenthalte in Leipzig und Wittenberg angenommen. Entscheidend für seine Entwicklung wurde ein mehrjähriger Aufenthalt in Frankreich, wo er den mauresken Stil, die Arabesken und den floralen Stil kennenlernte, die für seine späteren Einbände charakteristisch sind. Bei seiner Rückkehr brachte er viele Arbeitsinstrumente aus Frankreich mit.
Ab 1561 arbeitete er in Augsburg als Meister (Meisterprüfung im Frühjahr 1561 bei Jakob Holl) und heiratete. 1561 besuchte er seine Geburtsstadt Zwickau, danach weilte er in Wittenberg zum Stempelkauf. Krause erlangte das Augsburger Bürgerrecht, das er bis kurz vor seinem Tod beibehielt. In Augsburg fertigte er Dedikationsbände mit Handvergoldung an, z. B. 1561 einen Geschenkband an den Zwickauer Rat, zwei Empfehlungsbände an den Herzog von Bayern 1563 und eine Abschiedsgabe an den Augsburger Rat 1564. Es gelang ihm im Jahre 1566, am 25. August, als Hofbuchbinder in die Dienste des Kurfürsten August in Dresden zu treten, wo er eine Werkstatt in der Kanzlei erhielt. Es war ihm erlaubt, auch private Aufträge anzunehmen. Einer seiner Gesellen war ca. 1566–1568 der ebenfalls aus Zwickau stammende Gregor Schenk der Jüngere, später Hofbuchbinder des Würzburger Fürstbischofs Julius Echter. Krauses Gehilfe von 1574 bis 1578, der ihm auch im Amt des Hofbuchbinders folgen sollte, war Kaspar Meuser.
In Dresden fertigte Krause etwa 1000 Einbände an, von denen ein großer Teil heute in der SLUB Dresden aufbewahrt wird. Krause gilt neben seinem Nachfolger Meuser als bedeutendster deutscher Buchbinder der Renaissance. Er war Namensgeber für den 1912 gegründeten Jakob Krauße-Bund der deutschen Buchbinder.